# Pippo Baudo
Giuseppe Raimondo Vittorio Baudo (n. 7 iunie 1936, Militello in Val di Catania, Sicilia, Regatul Italiei – d. 16 august 2025, Roma, Italia), cunoscut drept Pippo Baudo, a fost un moderator de televiziune italian.